# Talal al-Meshal
Talal al-Meshal (arabe : طلال المشعل), né le 7 juin 1978 à Djeddah, est un footballeur professionnel saoudien évoluant au poste d'attaquant.
Il joue actuellement pour le club saoudien d'Al Ittihad Djeddah.

## Biographie
Il a évolué presque toute sa carrière en Arabie saoudite de 1997 à maintenant (Al Ahly Djeddah, Al Nasr Riyad) sauf en 2007 où il part jouer en prêt au Qatar à Al Markhiya.
Il joue depuis 2007 au Al Ittihad Djeddah, avec qui il a joué la Ligue des champions de l'AFC 2008,.
Il a également joué avec l'équipe d'Arabie saoudite et participe avec la sélection à la coupe d'Asie 2000 où il marque 3 buts et aide son pays à remporter la médaille d'argent.